# Bršadin
Bršadin is een plaats in de gemeente Trpinja in de Kroatische provincie Vukovar-Srijem. De plaats telt 1514 inwoners (2001).